# Jörg Rasche
Jörg Rasche  (* 30. Juni 1950 in Würzburg) ist ein deutscher Facharzt für Psychotherapeutische Medizin, Psychoanalyse und Psychotherapie. Er ist Dozent an den C. G. Jung-Instituten Berlin und Zürich und Sandspieltherapeut ISST und Lehranalytiker der IAAP (International Association for Analytical Psychology).

## Leben
Jörg Rasche wurde in eine Arztfamilie geboren. Er absolvierte sein Abitur 1970 am Humanistischen Wirsberg-Gymnasium Würzburg. Er studierte an der Freien Universität in Berlin Humanmedizin. Es folgte die Approbation als Arzt 1980, anschließend arbeitete er als Medizinalassistent überwiegend in der Chirurgie. Es folgten eine psychoanalytische Weiterbildung am Institut für Psychotherapie - C. G. Jung-Institut Berlin von 1982 bis 1993 und die Zulassung zur Behandlung von Kindern/Jugendlichen und Erwachsenen.
Rasche war Assistenzarzt in der Kinderpsychiatrischen Klinik Wiesengrund, ab 1983 bis 2013 Leiter der Kinder- und Jugendpsychiatrischen Beratungsstelle beim Gesundheits- bzw. Jugendamt Charlottenburg-Wilmersdorf von Berlin. Daneben war er von 2003 bis 2013 Leiter des Amtes „Gesundheitliche Dienste für Kinder und Jugendliche“. Seine Dissertation zum Thema Sandspiel in der Kinderpsychiatrischen Diagnostik und Therapeutischen Beratung folgte 1992 an der Freien Universität Berlin. 1993 gründete er eine psychoanalytische Praxis, die er seit 2014 als private Praxis führt.

### Sandspieltherapie
Ab 1982 absolvierte Rasche neben der psychoanalytischen Fortbildung eine Ausbildung in Sandspieltherapie bei Dora Kalff in Zollikon (Schweiz). Seit 2007 ist er Lehrtherapeut der „Internationalen Gesellschaft für Sandspieltherapie“ und war von 2016 bis 2020 Vorsitzender der Deutschen Gesellschaft für Sandspieltherapie. Bis 2020 war Rasche Mitherausgeber der Fachzeitschrift „Sandspieltherapie“.

### Lehrtätigkeit
Jörg Rasche ist Dozent an den C. G. Jung-Instituten Berlin und Zürich und übt seit 2005 eine Lehrtätigkeit in Analytischer Psychologie in Polen (Warschau und Krakau) aus. Außerdem ist er Sandspieltherapeut und Lehrtherapeut der ISST, Almaty (Kasachstan) und in Kiew (Ukraine) (seit 2018), in Lettland und Polen (seit 2005). Von 1966 bis 2012 gehörte Rasche zur Gruppe, die um Pier Luigi Luisi (ETH Zürich) jeden September in Cortona (Umbrien) die „Interdisziplinären Cortona-Wochen“ ausrichtete.

## Mitgliedschaften und Funktionen
Er war Mitglied des Exekutiv-Komitees der International Association for Analytical Psychology (IAAP) von 2001 bis 2007, dann Vizepräsident der IAAP, von 2007 bis 2010. Außerdem ist er langjähriger Vorsitzender der „Deutschen Gesellschaft für Analytische Psychologie“ (DGAP) und war 2001 Gründungsmitglied der „C. G. Jung-Gesellschaft Berlin“, deren zweiter Vorsitzender er ist.

## Auszeichnungen
- 1990 wurde er zum Patron der C. G. Jung-Gesellschaft von Neuseeland ernannt.
- Für Verdienste um die psychotherapeutische Ausbildung in Polen und Völkerverständigung erhielt er 2012 das Goldene Ehrenkreuz des Verdienstordens der Republik Polen

## Veröffentlichungen

### Als Autor
- Prometheus. Der Kampf zwischen Vater und Sohn. Kreuz-Verlag, Stuttgart 1988, ISBN 978-3-268-00052-4. (online)
  - Prometeu. A Luta entre Pai e Filho. Ed. Cultrix, Sao Paulo 1992, 2. Auflage 2017, ISBN 978-85-00-01953-1.
- Das therapeutische Sandspiel in Diagnostik und Psychotherapie. Opus Magnum, Stuttgart 2002 (online)
- Das Lied des Grünen Löwen. Musik als Spiegel der Seele. Walter/Patmos, Düsseldorf 2004, ISBN 978-3-530-42180-4.
  - Il canto del leone verde. La musica come specchio dell'anima. Ma. Gi. 2006, ISBN 978-88-7487-196-4.
- Franziskus und der Sultan: Erzählung. Opus Magnum, Stuttgart 2021, ISBN 978-3-95612-035-0.

### Als Herausgeber
- mit Thomas Singer: Europe’s Many Souls. Exploring Cultural Complexes and Identities. Spring Journal Books, New Orleans 2016, ISBN 978-1-935528-74-6.